# Франджилли, Микеле
Мике́ле Франджи́лли (итал. Michele Frangilli; 1 мая 1976, Галларате, Италия) — итальянский стрелок из лука. Олимпийский чемпион 2012 года в командных соревнованиях. Также Микеле серебряный призёр игр 2000 года и бронзовый медалист летних Олимпийских игр 1996 года. Участник четырёх Олимпийских игр. Двукратный чемпион мира в стрельбе из лука. Единственный с 1993 года лучник не из Республики Корея, выигравший золото чемпионата мира в личном первенстве.

## Биография
Заниматься стрельбой из лука Микеле начал в 10 лет под руководством своего отца Витторио. А уже в 1990 году начал выступать в составе сборной Италии. Первым крупным успехом в карьере Франджилли стала серебряная медаль, завоёванная на чемпионате мира 1995 года в Джакарте в командном первенстве. В 1996 году дебютировал на Олимпийских играх. В индивидуальном первенстве итальянский лучник в квалификации сенсационно занял первое место, установив при этом олимпийский рекорд (684 очка), который был побит только в 2012 году на играх в Лондоне. В плей-офф Франджилли дошёл до четвертьфинала, где только в перестрелке уступил будущему олимпийскому чемпиону американцу Джастину Хайшу. В командном первенстве сборная Италии дошла до полуфинала, где уступила сборной США 247:251, но в поединке за третье место итальянцы одержали победу над сборной Австралии 248:244 и стали бронзовыми призёрами игр.
В 1999 году Франджилли в составе сборной Италии стал чемпионом мира в командном первенстве. В 2000 году принял участие в летних Олимпийских играх 2000 года в Сиднее. В индивидуальном турнире итальянский лучник выбыл на стадии 1/8 финала, уступив южнокорейцу Ким Чон Тхэ. В командном первенстве сборная Италии вышла в финал, где их соперниками стала сборная Южной Кореи. Итальянцы ничего не смогли противопоставить главным фаворитам игр и уступили 247:255, став серебряными призёрами игр.
В 2003 году на чемпионате мира в Нью-Йорке Франджилли стал двукратным чемпионом мира, завоевав золото в индивидуальном первенстве. Летние Олимпийские игры 2004 года сложились для него очень неудачно. В личном первенстве он вылетел уже во втором раунде, уступив японцу Хироси Ямамото, а в командном первенстве итальянцы выбыли в четвертьфинале, уступив сборной США 240:243.
В летних Олимпийских играх 2008 года Микеле Франджилли участия не принимал.
В 2012 году Франджилли принял участие в своих четвёртых Олимпийских играх. В индивидуальном первенстве Франджилли уже в первом раунде уступил украинцу Дмитрию Грачёву. В командном первенстве сборная Италии в квалификации показала лишь 6-й результат, но уверенная стрельба в плей-офф позволила итальянцам дойти до финала, где их соперниками стала сборная США. Перед последней серией из трёх выстрелов сборная Италии выигрывала всего одно очко. Первыми свои заключительные выстрелы выполняли спортсмены США. Американцы смогли выбить 27 очков. Итальянским лучникам для завоевания золотой медали необходимо было повторить этот результат. После двух выстрелов на счету итальянцев набралось 17 очков. Заключительный выстрел выполнял Микеле Франджилли и он смог набрать необходимые 10 очков, которые позволили сборной Италии впервые в истории выиграть командные соревнования лучников, а Франджилли стать олимпийским чемпионом.

## Государственные награды
- Офицер ордена «За заслуги перед Итальянской Республикой» (3 октября 2000 года)
- Командор ордена «За заслуги перед Итальянской Республикой» (5 июня 2013 года)

## Личная жизнь
- В 2007 году женился на французской спортсменке Сандрин Вандионан.

- Совместно со своим отцом Витторио Франджилли написал книгу «The Heretic Archer».[1]